# Торен носорог
Торния носорог (Copris lunaris) е насекомо от семейство Листороги бръмбари (Scarabeidae), срещащо се и в България.

## Общи сведения
Бръмбарите достигат големина от 16 до 24 mm. Черни са и се характеризират с рога върху главите си.

## Разпространение
Областите на разпространение на торния носорог са цяла Европа, с изключение на североизточните части, във Великобритания са рядко срещани.

## Допълнителни сведения
Най-често се заравя в тор от говеда.